# Elasipodida
Los elasipódidos (Elasipodida) son un orden de equinodermos holoturoideos con los tentáculos en forma de placa o escudo usados como palas para excavar en el sedimento. Poseen árboles respiratorios. El anillo calcáreo carece de proyecciones posteriores, y la pared del cuerpo es blanda y gelatinosa. Todas las especies viven en aguas profundas. Se conocen 141 especies en 24 géneros y 5 familias.

## Taxonomía
Los elasipódidos incluyen 4 familias:
- familia Elpidiidae Théel, 1882
- familia Laetmogonidae Ekman, 1926
- familia Pelagothuriidae Ludwig, 1893
- familia Psychropotidae Théel, 1882

La familia Deimatidae ha sido separada y colocada en el nuevo orden Synallactida.

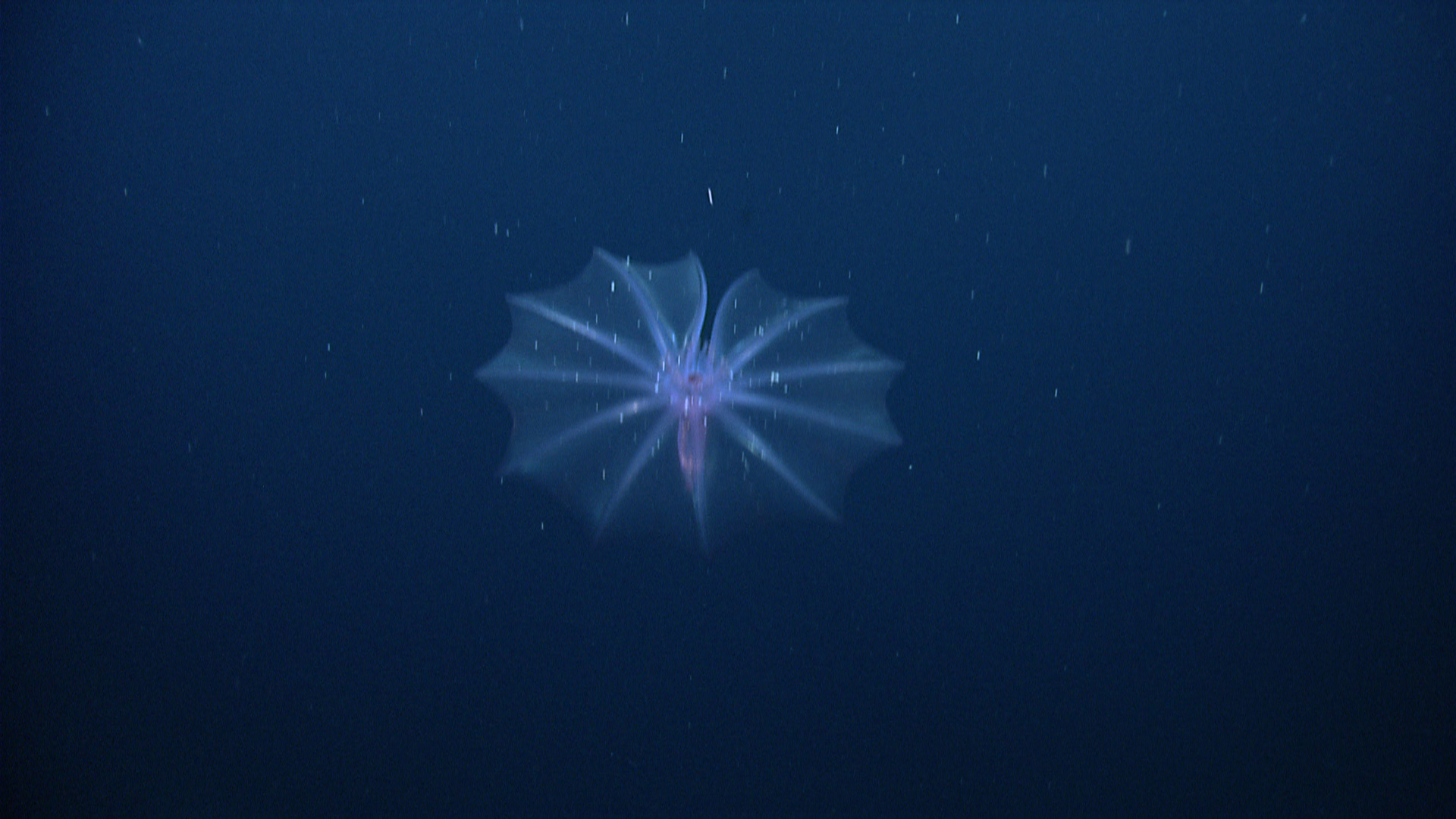
Pelagothuria natatrix
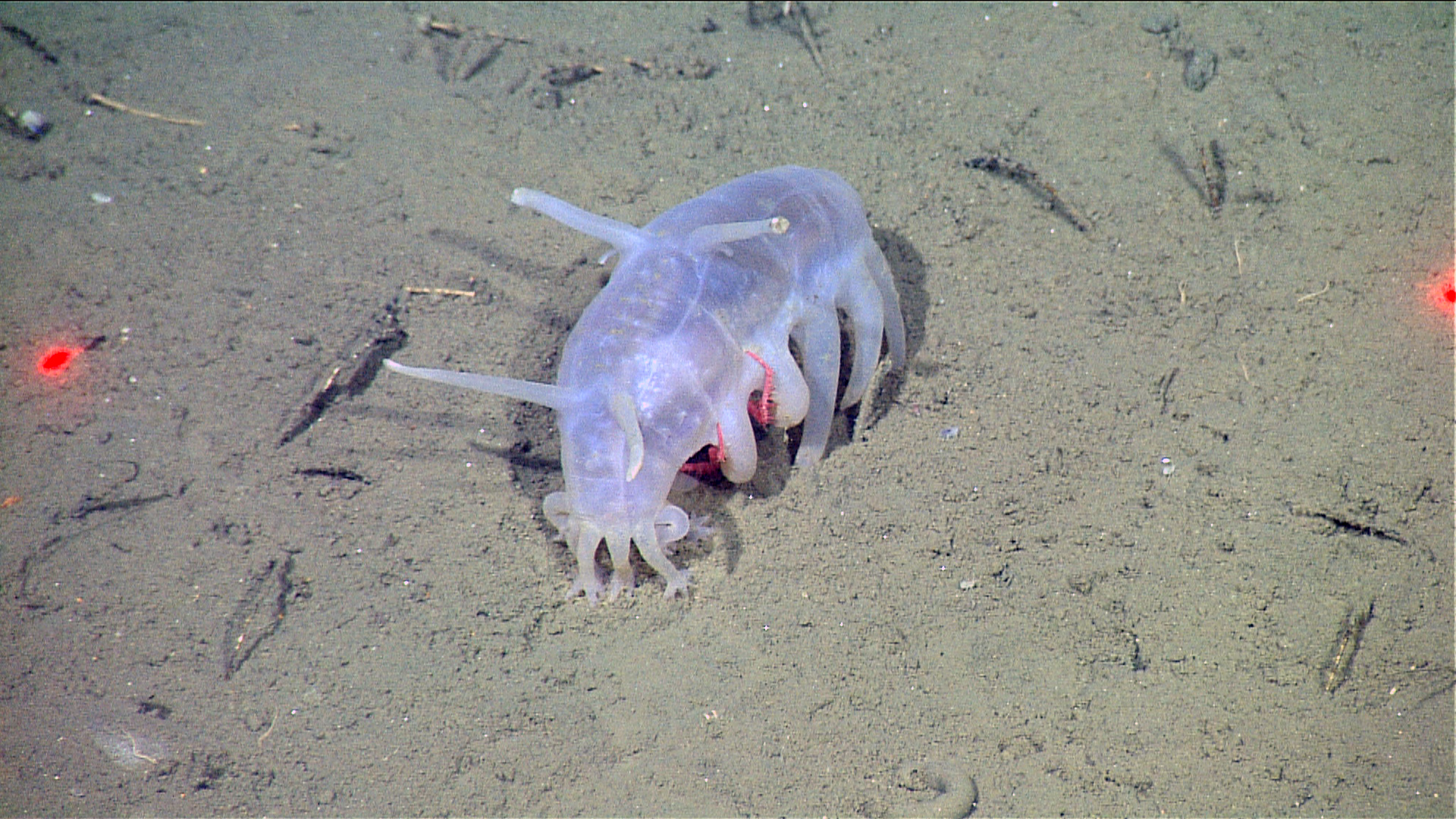
Scotoplanes globosa
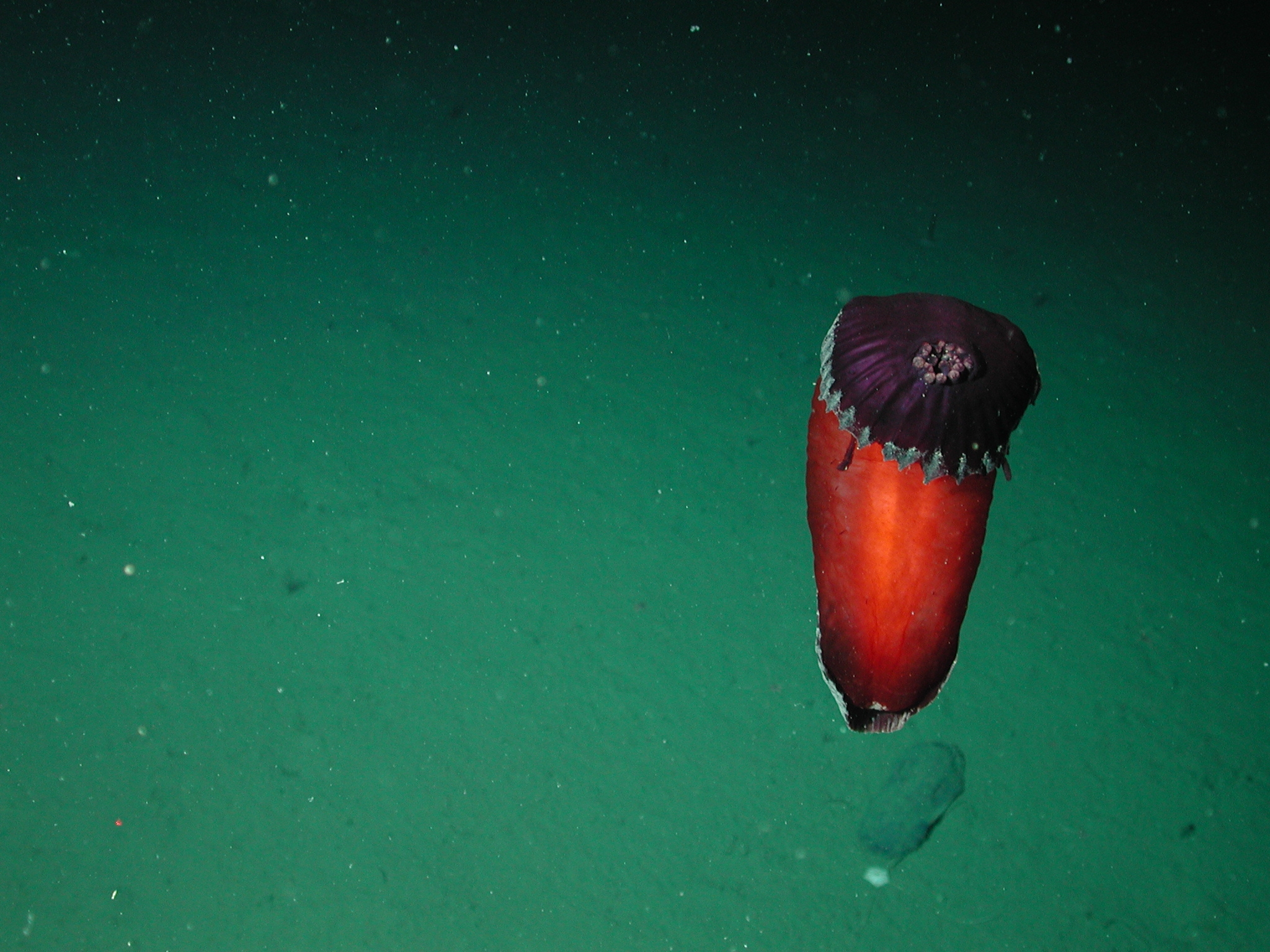
Benthodytes sp.
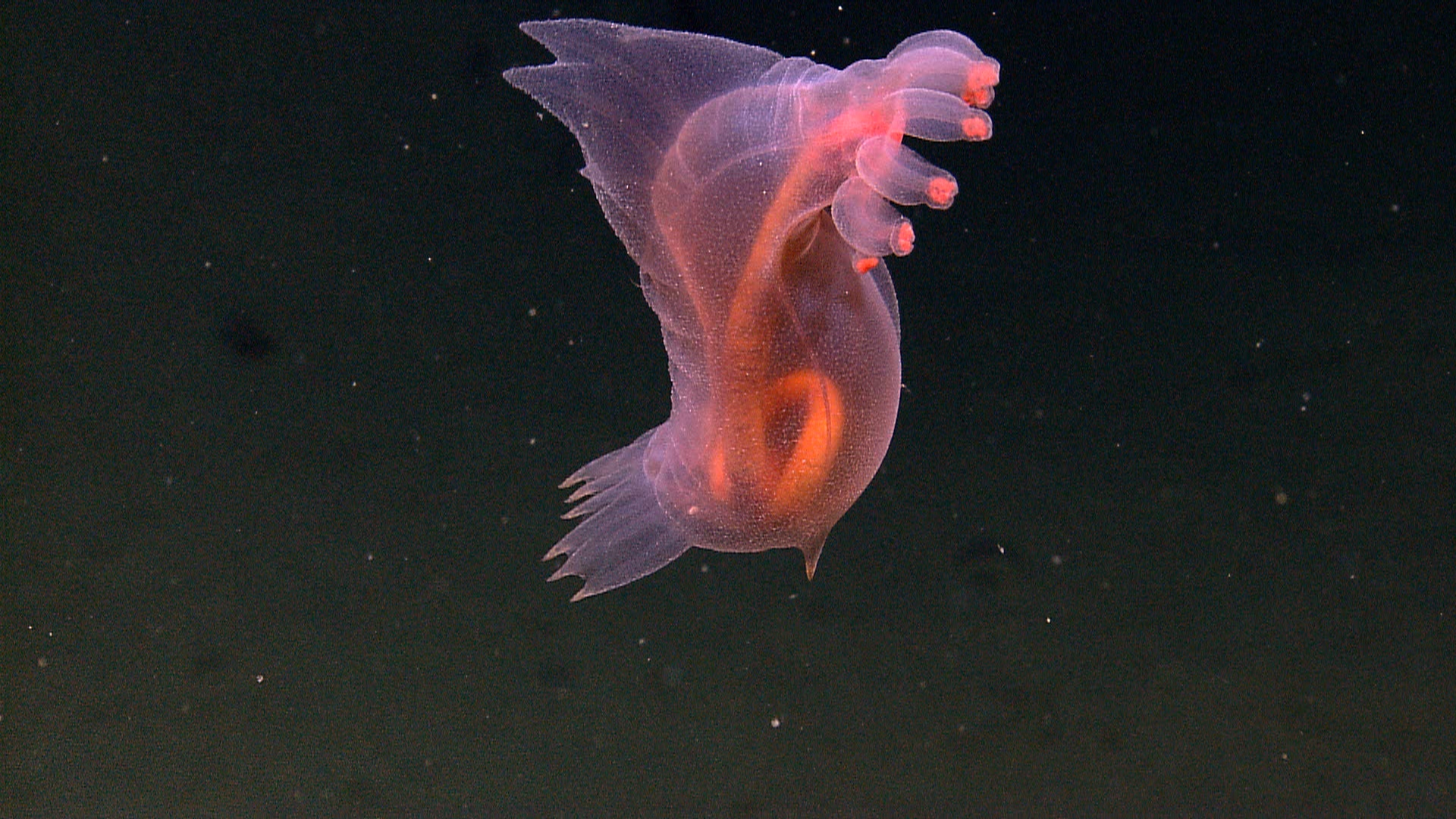
Enypniastes sp.
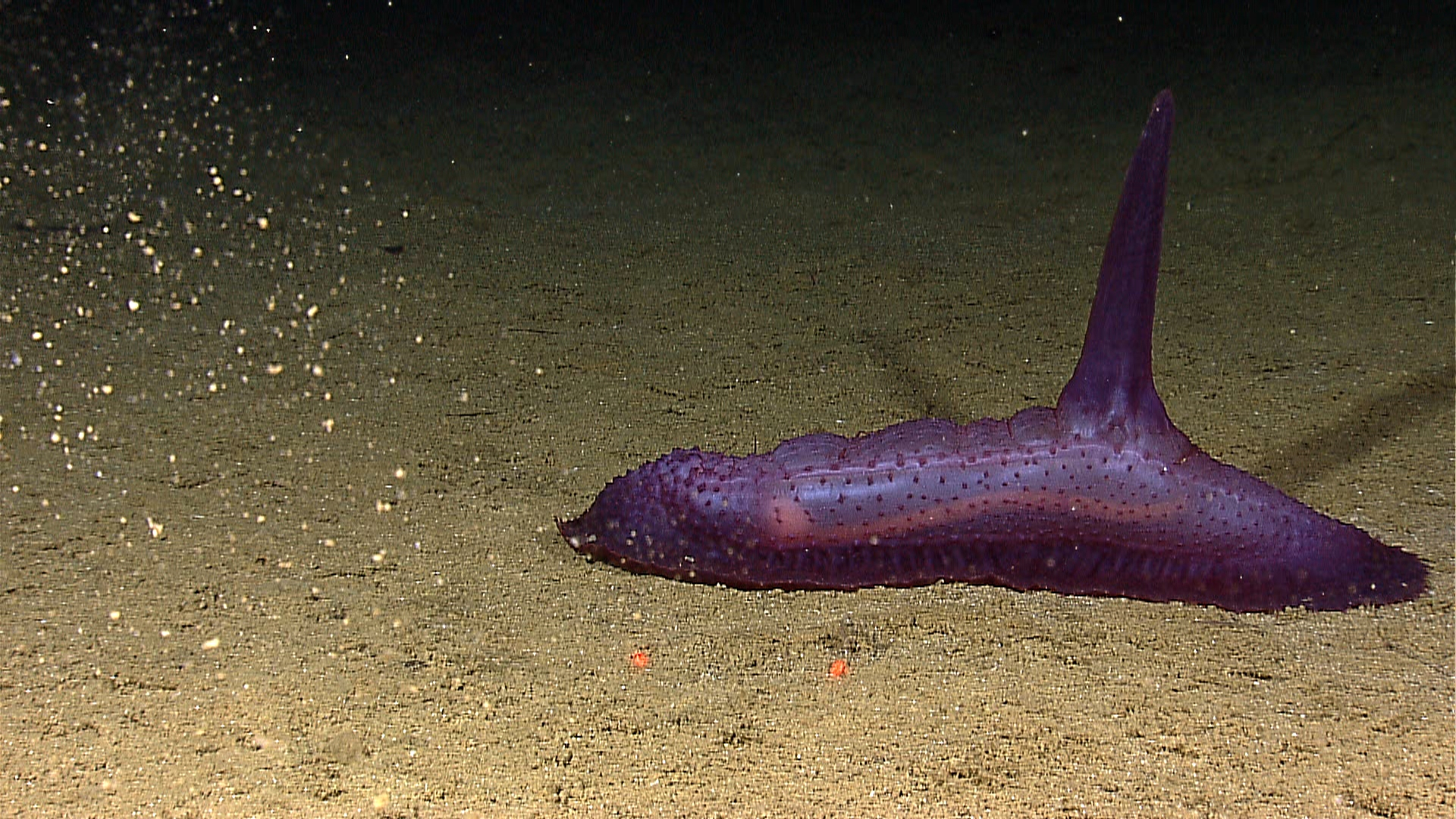
Psychropotes sp.